# 세라 스티븐슨
세라 다이애나 스티븐슨(영어: Sarah Diana Stevenson, MBE, 1983년 3월 30일 ~ )은 영국의 태권도 선수이다. 사우스요크셔주 동커스터에서 태어났다. 2008년 베이징 올림픽에서 동메달을 획득했으며, 2012년 런던 올림픽 개막식에서 선수 선서를 하기도 하였다.
2000년 시드니 올림픽, 2004년 아테네 올림픽, 2008년 베이징 올림픽, 2012년 런던 올림픽에 출전하였다.

## 서훈
- 2012년 대영 제국 훈장 5등급(MBE) 수훈[1]